# 戈茲貝達
12°13′25.24″N 21°24′52.51″E / 12.2236778°N 21.4145861°E
戈茲貝達是中部非洲國家乍得的城鎮，也是西拉區的首府，位於該國東部，毗鄰與蘇丹接壤的邊境，鎮上有機場設施，數以千計的的蘇丹難民在該鎮居住。

## 外部連結
- 14,000 refugees in camp near Goz Beïda
- UNHCR report from Goz Beïda （页面存档备份，存于）